# Wykres Evansa

Elementy fizykochemii korozji – wykres Evansa (aspekt kinetyczny) na tle wykresu Pourbaix (aspekt termodynamiczny). Różnica między równowagowymi potencjałami elektrod ogniwa korozyjnego zmniejsza się wraz ze wzrostem gęstości prądu wskutek polaryzacji elektrod

Wykres Evansa (wykres potencjał/gęstość prądu) – opracowany przez brytyjskiego naukowca Ulicka R. Evansa (Father of Corrosion Science), sposób graficznego przedstawiania wpływu procesów polaryzacji katody i anody ogniwa korozyjnego na maksymalną szybkość korozji, wyrażaną przez wartość prądu korozyjnego. Wykresy są sporządzane w układzie współrzędnych potencjał–logarytm gęstości prądu. Są to albo krzywe aktywacyjnej polaryzacji elektrod – proste zgodne z równaniem Tafela albo zależności nieliniowe, charakterystyczne dla polaryzacji stężeniowej lub pasywacji. W ogniwie krótkozwartym obie linie przecinają się w punkcie, który wskazuje wartość „prądu korozji”. Linie nie osiągają punktu przecięcia w tych przypadkach, gdy o szybkości korozji decyduje rezystancja elementów obwodu elektrycznego (np. oporność elektrolitu).

## Polaryzacja elektrod

Krzywa aktywacyjnej polaryzacji elektrody

Krzywe anodowej i katodowej polaryzacji aktywacyjnej:
A (utlenianie): M → M^{+} + e^{−}
K (redukcja): M^{+} + e^{−} → M

Anodowa i katodowa polaryzacja stężeniowa

Ogniwa korozyjne są ogniwami krótkozwartymi, w których rolę anody i katody odgrywają fragmenty powierzchni korodującej konstrukcji, które kontaktują się ze sobą bezpośrednio (np. sąsiednie ziarna różnych faz stopów wielofazowych lub wnętrze ziarna jego granica międzyfazowa) i przez środowisko przewodzące prąd (elektrolit). Taki obwód elektryczny jest układem oddalonym od stanu równowagi. Potencjały miejsc anodowych i katodowych różnią się od wartości równowagowych (stacjonarnych), określanych np. na podstawie równania Nernsta lub odpowiednich wykresów Pourbaix.
Potencjał {\displaystyle (E)} anod jest większy, a potencjał katod – mniejszy od potencjału równowagowego {\displaystyle (E_{0})} o wartość nadpotencjału (nadnapięcia, {\displaystyle \eta }), spowodowanego polaryzacją elektrod:
{\displaystyle \eta =E-E_{\text{0}}.}
Przyczyną nadnapięcia jest ograniczona szybkość reakcji chemicznych, przemian fazowych oraz dyfuzji, dzięki której substraty docierają do strefy reakcji, a produkty ją opuszczają (nadnapięcie aktywacyjne, stężeniowe, oporowe i pseudooporowe).
Wielkość nadnapięcia zależy od gęstości prądu. W przypadku nadnapięcia aktywacyjnego {\displaystyle (\eta _{akt})} zależność tę opisują równania Butlera-Volmera i Tafela. Równanie Tafela jest przedstawiane w najprostszej postaci jako:
{\displaystyle \eta _{akt}=a+b\times \log(i),}
gdzie:
{\displaystyle a} i {\displaystyle b} – stałe empiryczne,
{\displaystyle i} – gęstość prądu.
Wartość nadnapięcia stężeniowego (ηc) zależy od różnicy stężeń lub substratów i produktów reakcji elektrodowych przy powierzchni elektrody w stanie równowagi i w stanie polaryzacji (w ogniwie zamkniętym). Jest wyrażane zależnością:
{\displaystyle \eta _{c}={\frac {RT}{zF}}\ln {\frac {c_{p}}{c_{r}}},}
gdzie:
{\displaystyle c_{p}} i {\displaystyle c_{r}} – stężenie jonów w czasie pracy ogniwa (indeks {\displaystyle p}) i w stanie równowagi (indeks {\displaystyle r}),
{\displaystyle z} – liczba elektronów przenoszonych w reakcji redoks,
{\displaystyle R} – uniwersalna stała gazowa,
{\displaystyle T} – temperatura bezwzględna [K],
{\displaystyle F} – stała Faradaya.
Gdy szybkość reakcji elektrodowych jest większa od szybkości dyfuzji reagentów tych reakcji w elektrolicie, największą rolę odgrywa polaryzacja stężeniowa. Przy powierzchni katodowego fragmentu powierzchni, na którym zachodzi szybkie utlenianie metalu M, stężenie powstających jonów Mz+ może być dużo większe od stężenia w głębi roztworu. W przypadku szybkiej redukcji (obszar katodowy) redukowanych stężenie jonów jest mniejsze w pobliżu powierzchni. Istnieje taka wartość gęstości prądu (szybkości redukcji), przy której stężenie przyelektrodowe Mz+ (lub innego depolaryzatora katody) jest równe zeru. W tej sytuacji szybkość korozji osiąga wartość maksymalną (tzw. prąd graniczny). Największą wartość ma wówczas gradient stężeń, który jest siłą napędową dyfuzji.

## Wykresy Evansa w przypadkach polaryzacji aktywacyjnej

Definicja pojęć nadnapięcie, prąd korozyjny i potencjał korozyjny

Wpływ dodatków stopowych na szybkość korozji cynku

Szybkość korozji kontrolowana przez rezystancję

Elektrodami ogniw korozyjnych są fragmenty powierzchni metalu, na których zachodzi jego utlenianie (korozja elektrochemiczna) i redukcja depolaryzatora (np. jonów wodorowych lub cząsteczkowego tlenu). Wpływ polaryzacji tych elektrod na szybkość korozji jest przedstawiany na wykresach Evansa, które sporządza się w układzie współrzędnych: potencjał elektrody {\displaystyle (E)} – logarytm z gęstości prądu {\displaystyle (\log i)}.

Szybkość korozji żelaza w przypadku „kontroli dyfuzyjnej” procesu katodowego. Zmniejszenie stężenia tlenu powoduje spowolnienie korozji. Rodzaj korodującego metalu ma niewielkie znaczenie

Szybkość korozji metalu ulegającego pasywacji

Zgodnie z równaniem Tafela, dotyczącym aktywacyjnej polaryzacji elektrod, w układzie {\displaystyle E} – {\displaystyle \log i} otrzymuje się linie proste, o ujemnym współczynniku nachylenia dla katody ogniwa korozyjnego i nachyleniu dodatnim dla anody. Proste przecinają się w punkcie, w którym potencjały obu elektrod są jednakowe ({\displaystyle E_{kor},} „potencjał mieszany” powierzchni korodującego metalu). Odpowiadająca temu potencjałowi wartość gęstości prądu jest miarą maksymalnej szybkości korozji ({\displaystyle i_{kor},} „prąd korozyjny”).
Szybkość korozji jest mniejsza, gdy większe jest nadnapięcie {\displaystyle (\eta =\Delta E),} na jednej lub na obu elektrodach (większe nachylenie prostych). Ilustruje to przykład wpływu rtęci jako dodatku stopowego do cynku, na nadnapięcie wodoru na katodach korozyjnych (redukcja jonów H+). Działanie przeciwne mają dodatki miedzi lub żelaza, zwiększające szybkość korozji stopów cynku w kwasach.
Szybkość korozji nie osiąga wartości maksymalnej, gdy w obwodzie elektrycznym ogniwa korozyjnego znajduje się element o dużej rezystancji („kontrola omowa” korozji).

## Wykresy Evansa w przypadkach polaryzacji stężeniowej
Rola polaryzacji stężeniowej, jako czynnika decydującego o szybkości korozji, jest ilustrowana przykładem dotyczącym tlenowej depolaryzacji katod ogniw korozyjnych. Gdy dostęp tlenu do tej części powierzchni metalu jest utrudniony, na krzywej polaryzacji występuje bardzo stromy odcinek – utrzymuje się graniczna wartość prądu katodowego (dyfuzyjna kontrola szybkości procesu katodowego). Sprawia to, że szybkość korozji niemal nie zależy od rodzaju metalu. Różne krzywe polaryzacji anod przecinają krzywą polaryzacji katody na różnym poziomie (różne są poziomy „potencjału mieszanego”), lecz wartości prądu korozyjnego są podobne. Mniejsze szybkości korozji występują wtedy, gdy obniży się stężenie tlenu w elektrolicie (zmniejszenie siły napędowej dyfuzji tlenu w kierunku katody).

## Wykresy Evansa w przypadkach pasywacji
W przypadku takich metali, jak chrom, nikiel, aluminium i ich stopy produktami utleniania są produkty stałe, które tworzą szczelne warstwy ochronne (pasywacja). Na krzywej polaryzacji tych metali w układzie z elektrodą tlenową występuje początkowy okres wzrostu potencjału, który kończy się gwałtownie w chwili osiągnięcia potencjału równowagi metalu z jego tlenkiem. Powstająca warstwa tlenku oddziela metal od elektrolitu i utlenianie zostaje zahamowane. Ponowny wzrost natężenia prądu anodowego może nastąpić dopiero po osiągnięciu górnej granicy obszaru termodynamicznej trwałości wody. Po przekroczeniu linii {\displaystyle b} na wykresie Pourbaix rozpoczyna się rozkład wody z wydzieleniem tlenu i związane z tym reakcje niszczenia warstwy ochronnej.